# Liste der Baudenkmäler in Neuhof an der Zenn
Auf dieser Seite sind die Baudenkmäler in dem mittelfränkischen Markt Neuhof an der Zenn zusammengestellt. Diese Tabelle ist eine Teilliste der Liste der Baudenkmäler in Bayern. Grundlage ist die Bayerische Denkmalliste, die auf Basis des Bayerischen Denkmalschutzgesetzes vom 1. Oktober 1973 erstmals erstellt wurde und seither durch das Bayerische Landesamt für Denkmalpflege geführt wird. Die folgenden Angaben ersetzen nicht die rechtsverbindliche Auskunft der Denkmalschutzbehörde.
 Diese Liste gibt den Fortschreibungsstand vom 4. November 2021 wieder und enthält 28 Baudenkmäler.
In dieser Kartenansicht sind Baudenkmäler ohne Koordinaten mit einem roten bzw. orangen Marker dargestellt und können in der Karte gesetzt werden. Baudenkmäler ohne Bild sind mit einem blauen bzw. roten Marker gekennzeichnet, Baudenkmäler mit Bild mit einem grünen bzw. orangen Marker.

## Ensembles

### Ensemble Ortskern Neuhof an der Zenn
Neuhof an der Zenn in Mittelfranken liegt auf einer Terrasse nordwestlich unterm Kolmberg, dessen unbebauter Hang mit Wald- und Wiesenflächen die Altstadt gen Süden hinterfängt; im Norden läuft er in Feldern zum Zenngrund aus. 1249 wird Neuhof als Wirtschaftshof der ehemaligen Zisterzienserabtei Heilsbronn erstmals erwähnt. Die Gesamtanlage spricht für eine planmäßige Neugründung zu Beginn des 13. Jahrhunderts; sie erfolgte westlich des Vorgängerortes Zennhausen (779 genannt). Die in großen Teilen erhaltene Stadtmauer aus der Mitte des 15. Jahrhunderts umläuft den Ort in Rechteckform. Die breite Durchgangsstraße, an deren Ostende das barocke Torhaus von 1723 überkam, folgt dem Hügelkamm in Längsrichtung. Sie bildet in ihrer westlichen Hälfte einen dreiecksförmigen Marktplatz aus, an dessen Ostseite man 1771 anstelle einer 1309 erstmals genannten Kilianskapelle die evangelische Pfarrkirche St. Thomas neu errichtet. Vom gotischen Vorgängerbau blieb der Turm erhalten. An der Südseite des Ortes befindet sich das Schloss der Heilsbronner Äbte, später der Brandenburger Markgrafen, eine bescheidene Vierflügelanlage des 16. Jahrhunderts mit Trockengraben. Die Bebauung von Neuhof ist dörflich, geprägt von Fachwerkbauten des 17. bis 19. Jahrhundert, deren Substanz Um- und Neubauten jedoch stark schwächten. Nach Kriegszerstörungen auf der Nordseite des Marktplatzes entstanden 1945 unter Rücksichtnahme auf das historische Ortsbild Satteldachhäuser mit Fachwerkgiebeln. Aktennummer: E-5-75-152-1.

## Ortsbefestigung
Die Marktbefestigung besteht aus nachmittelalterlichem Bruchstein- und Quadermauerwerk mit Türdurchbrüchen. Sie ist besonders gut im Norden und Osten erhalten (Lage) (Lage) (Lage) (Lage) (Lage) (Lage) (Lage). Von den einst zwei Toren ist nur das östliche erhalten. Aktennummer: D-5-75-152-1.
Bilder der südöstlichen Stadtbefestigung:

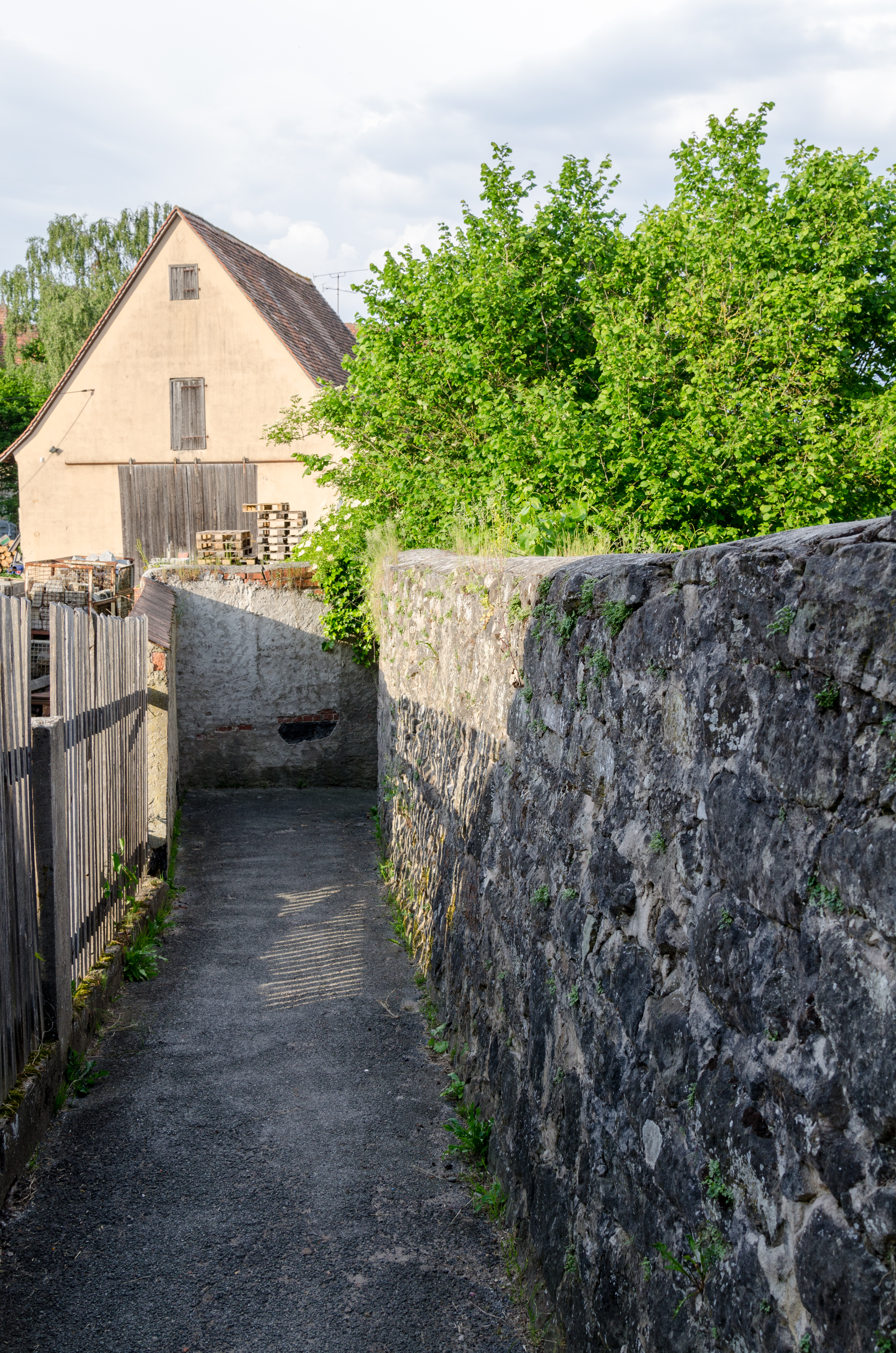
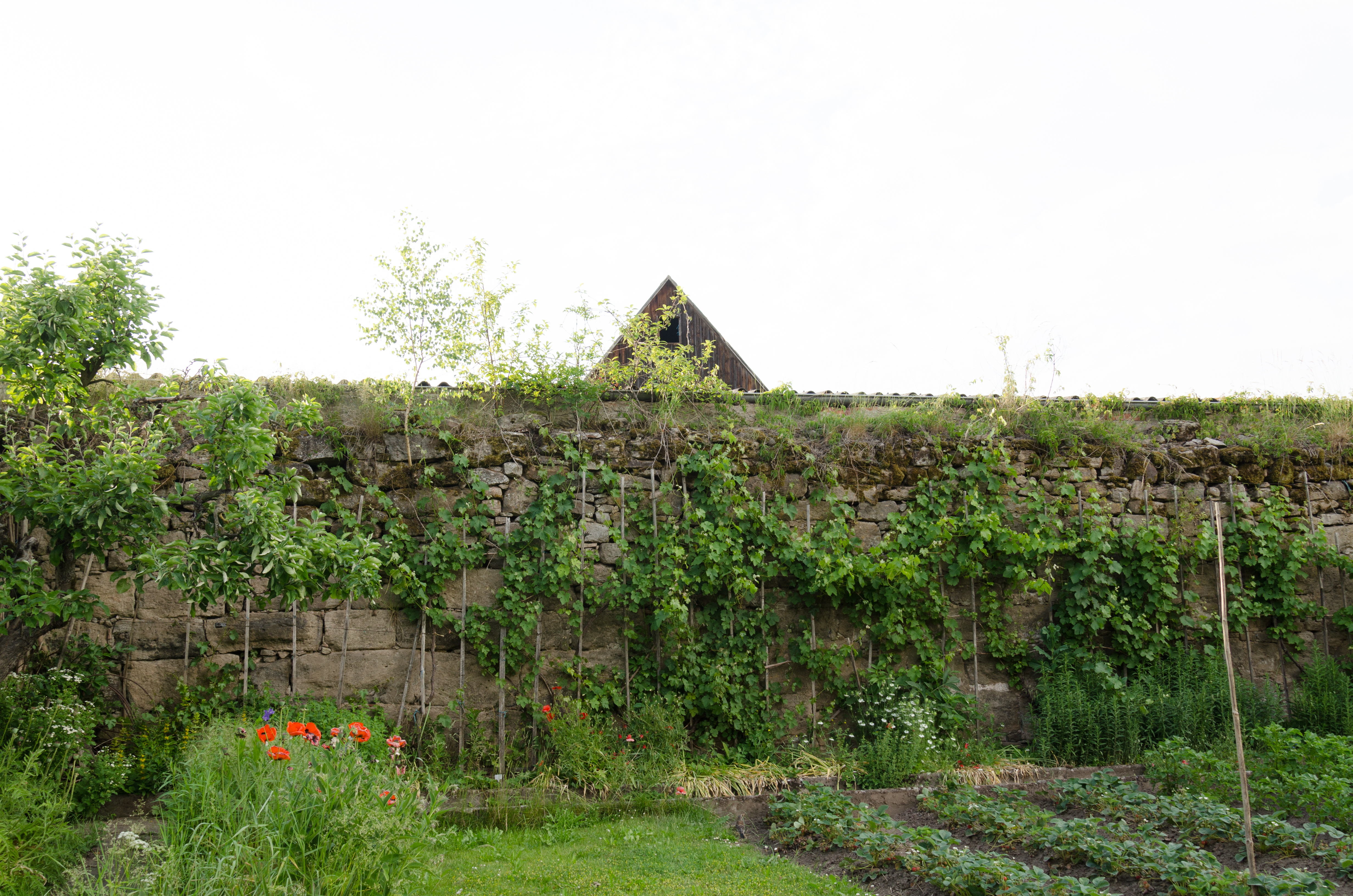
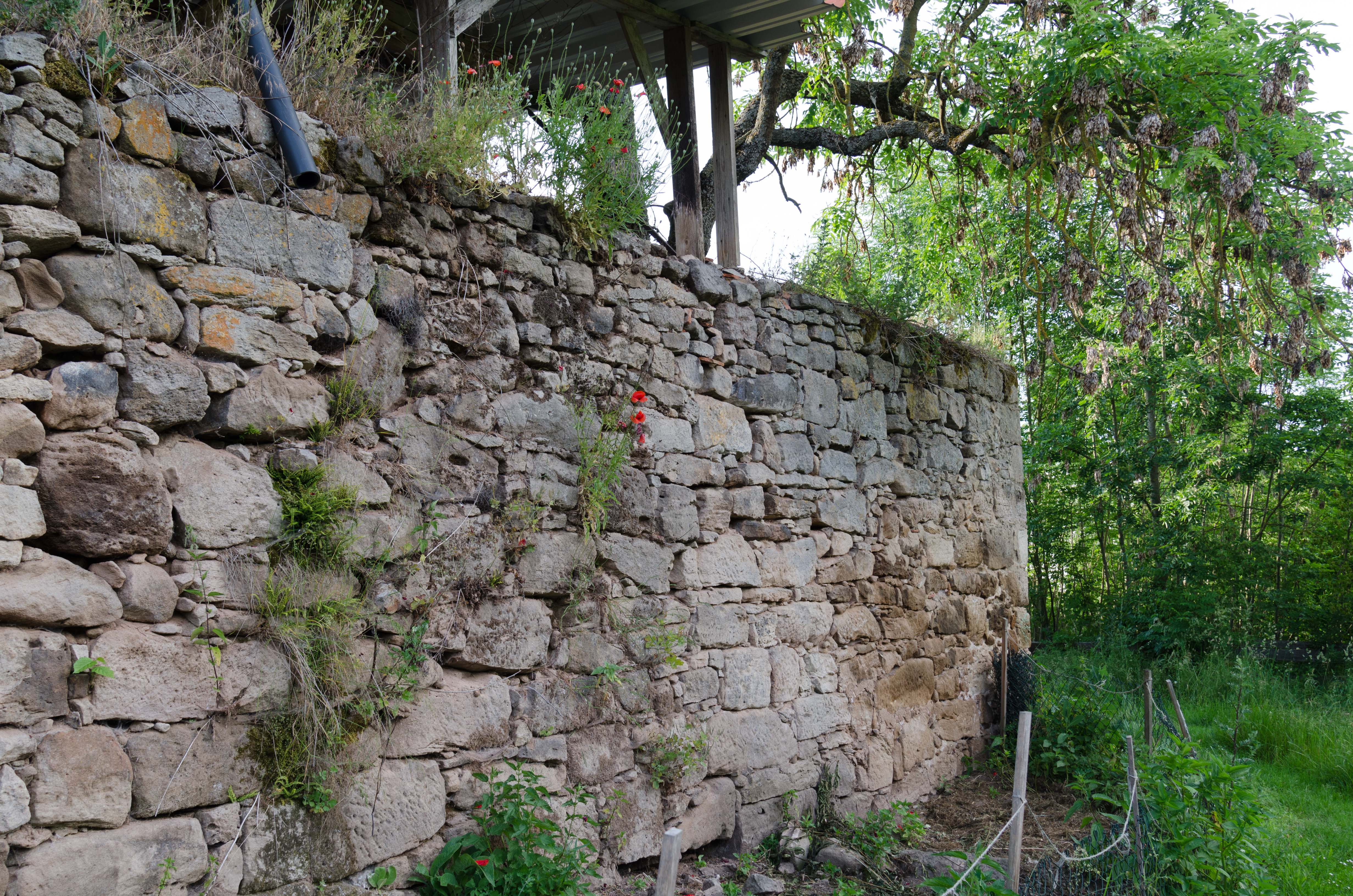
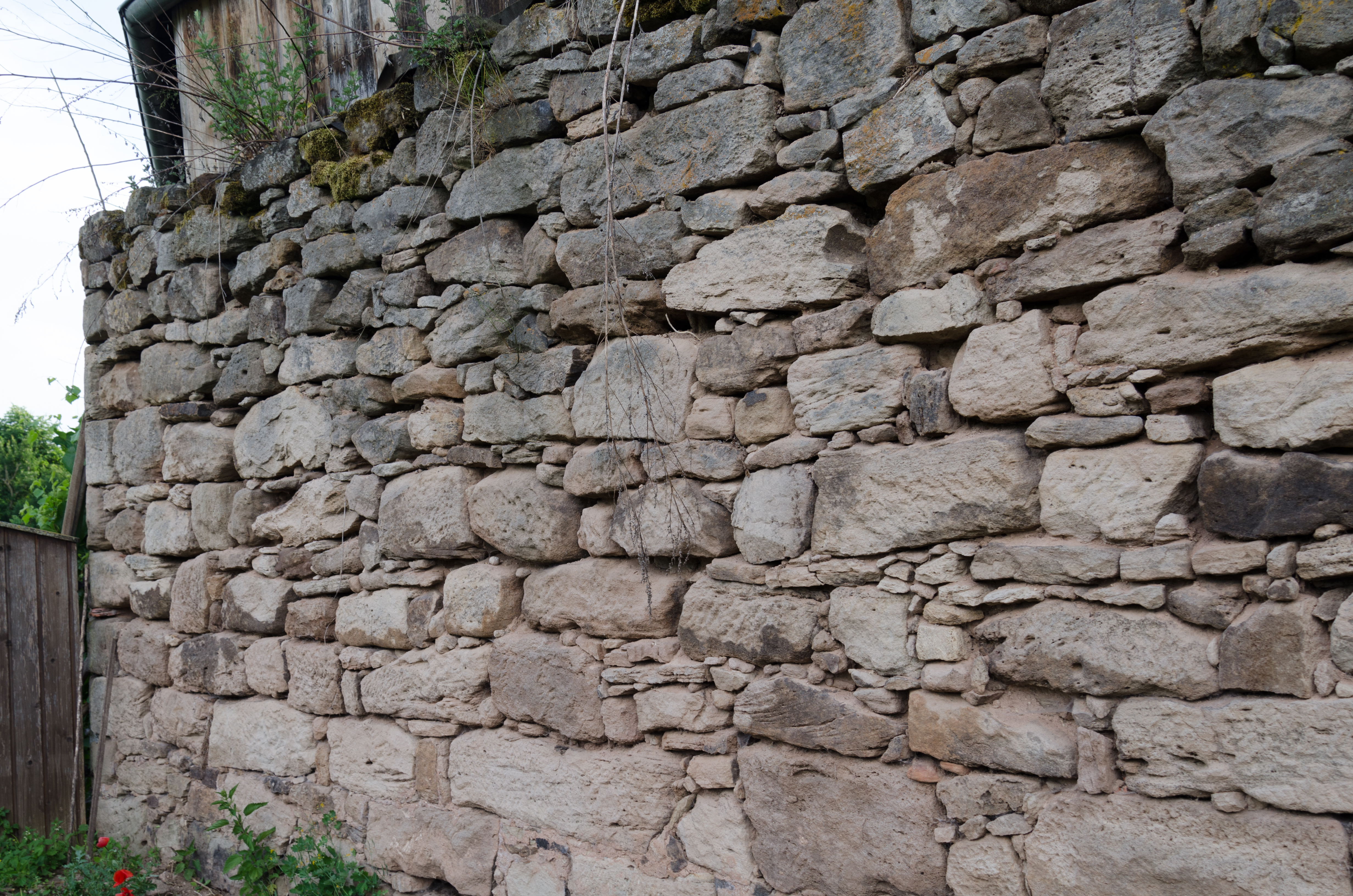
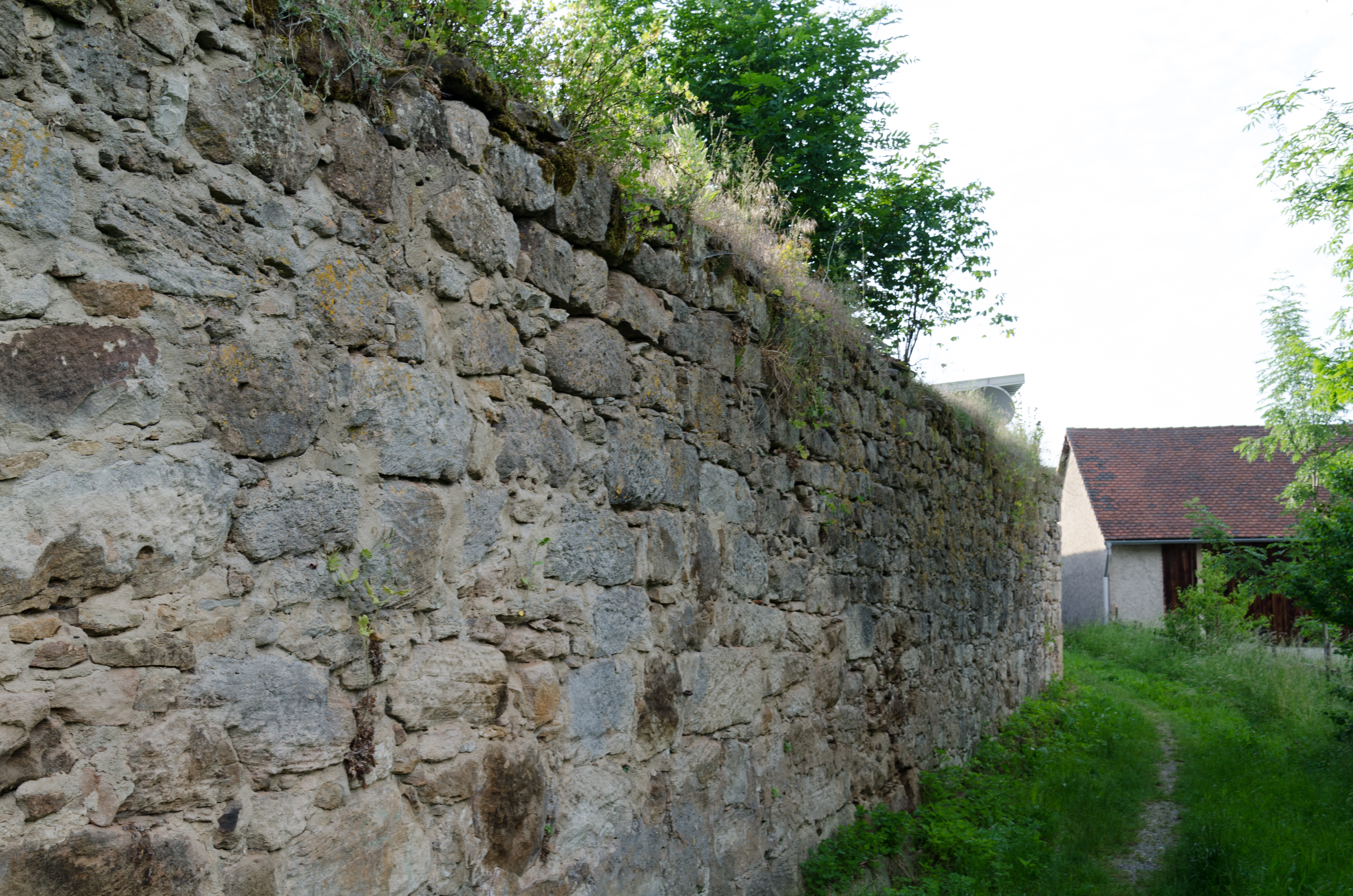
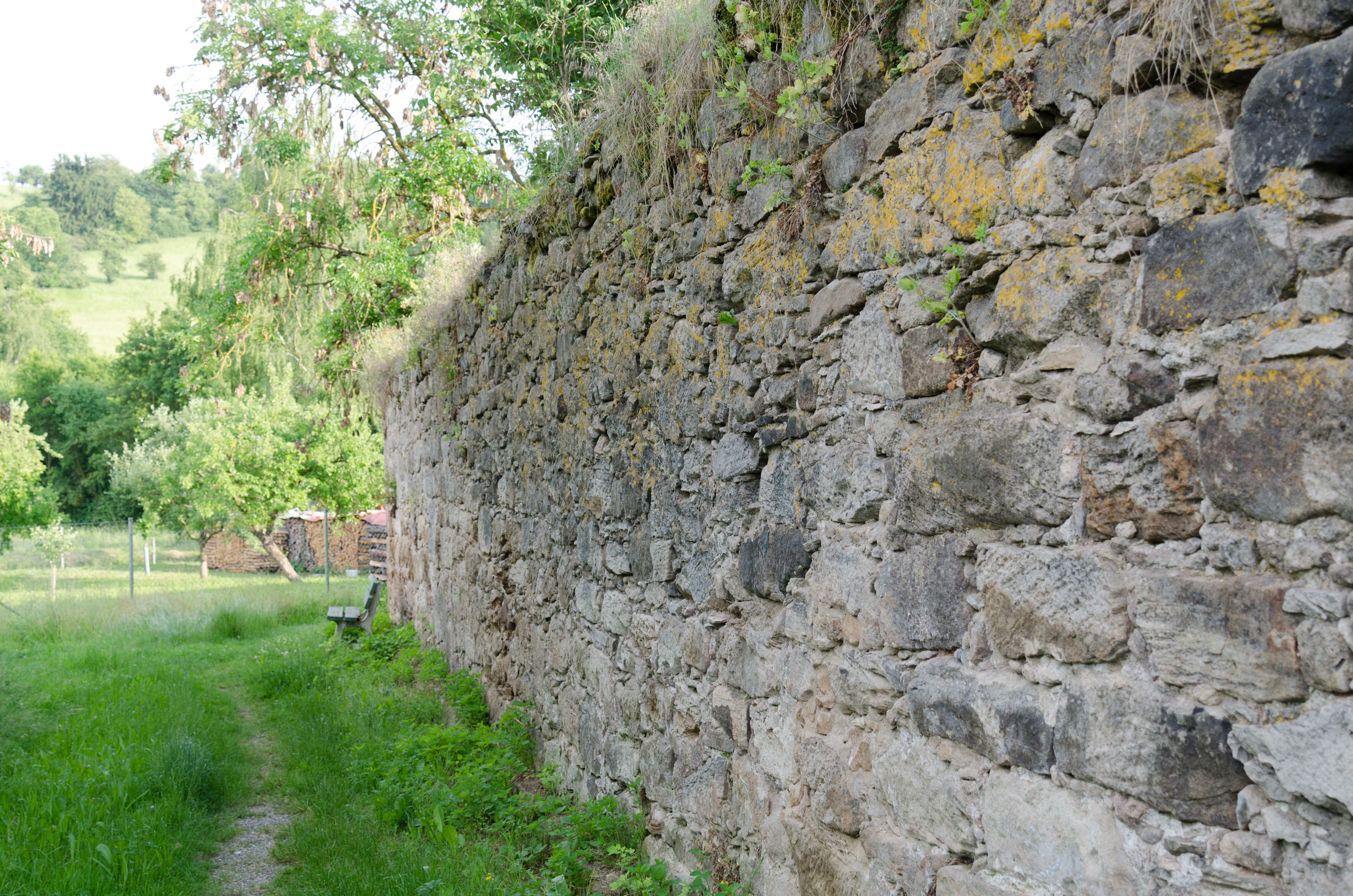
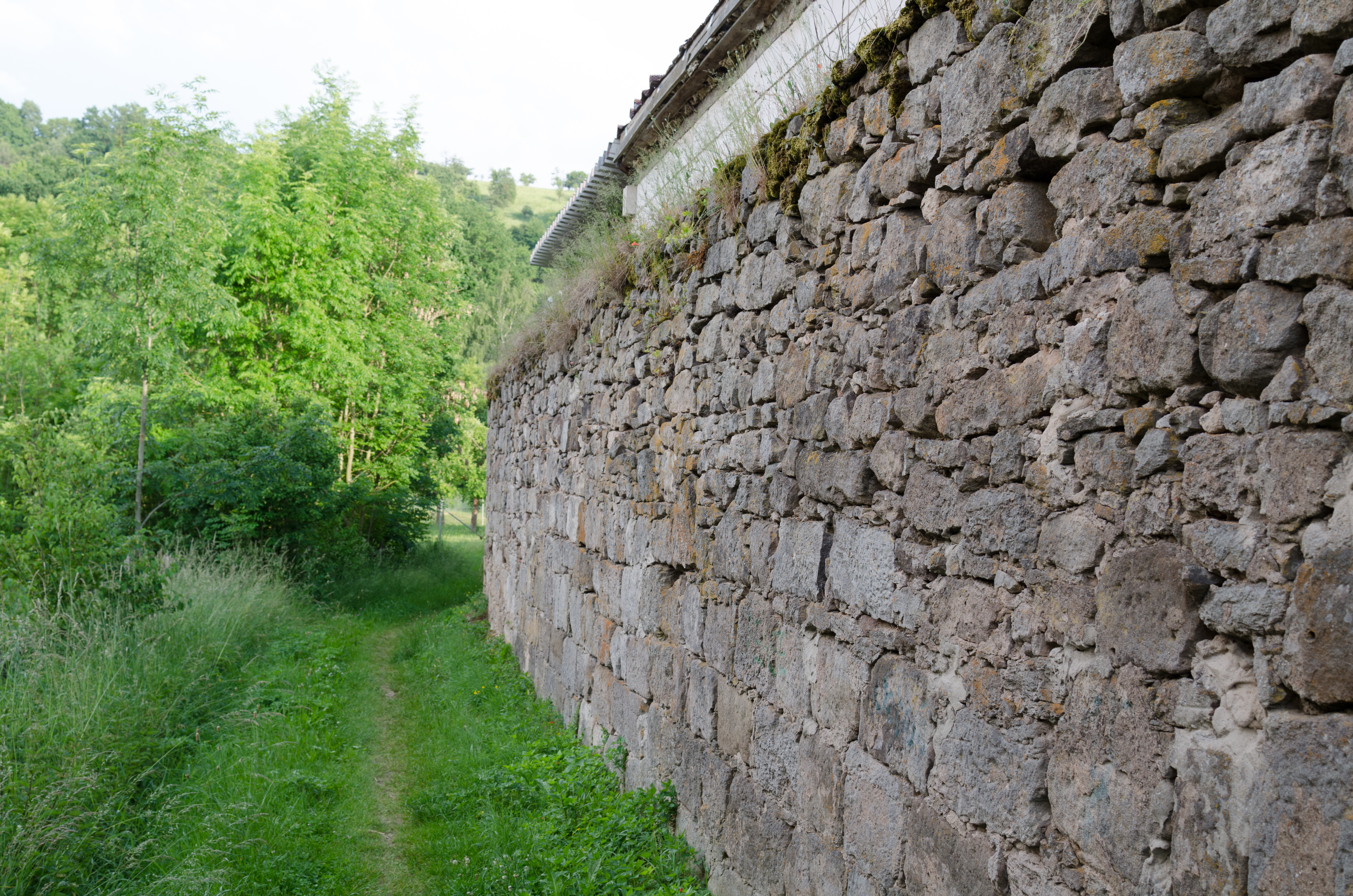
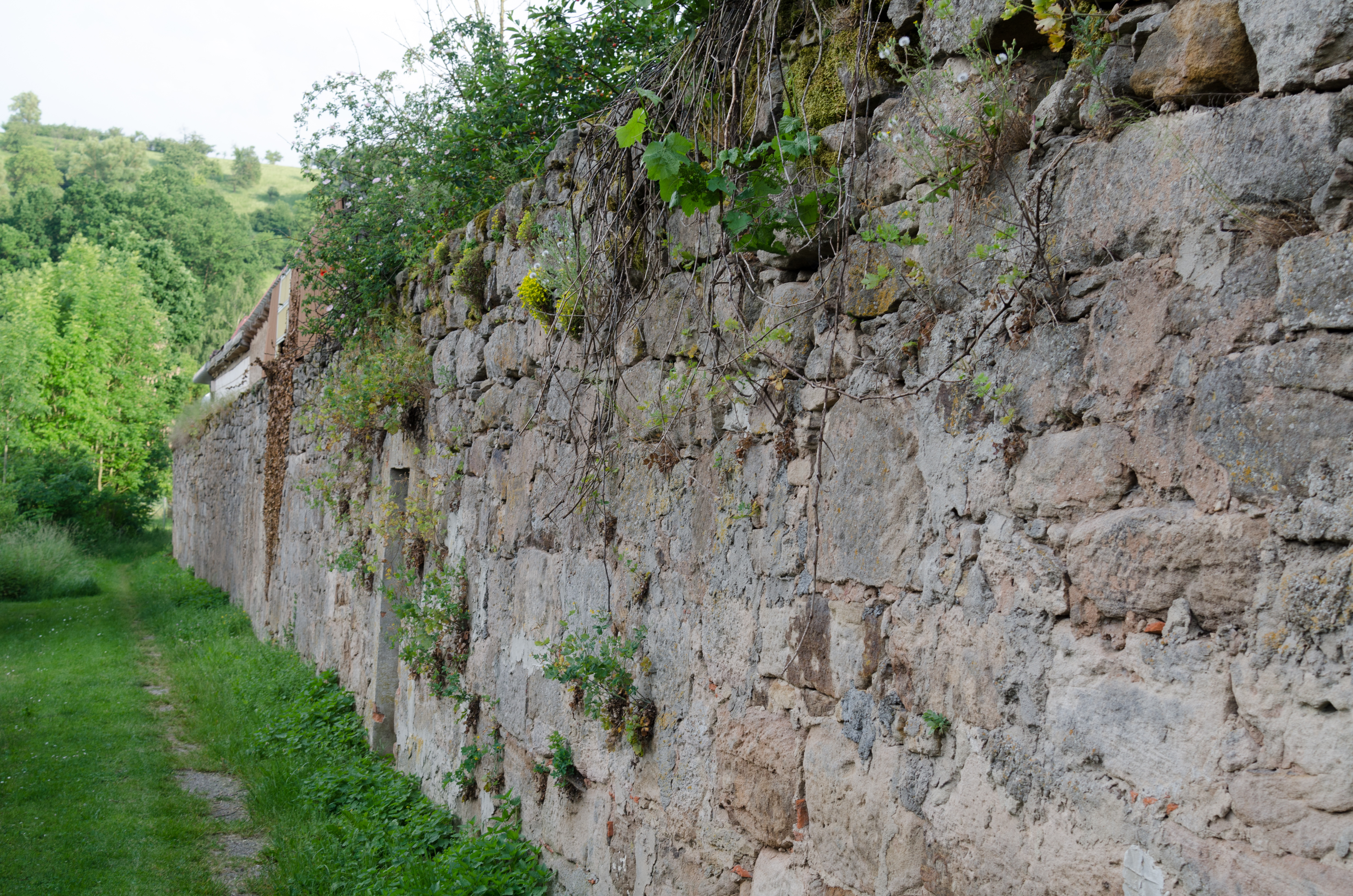
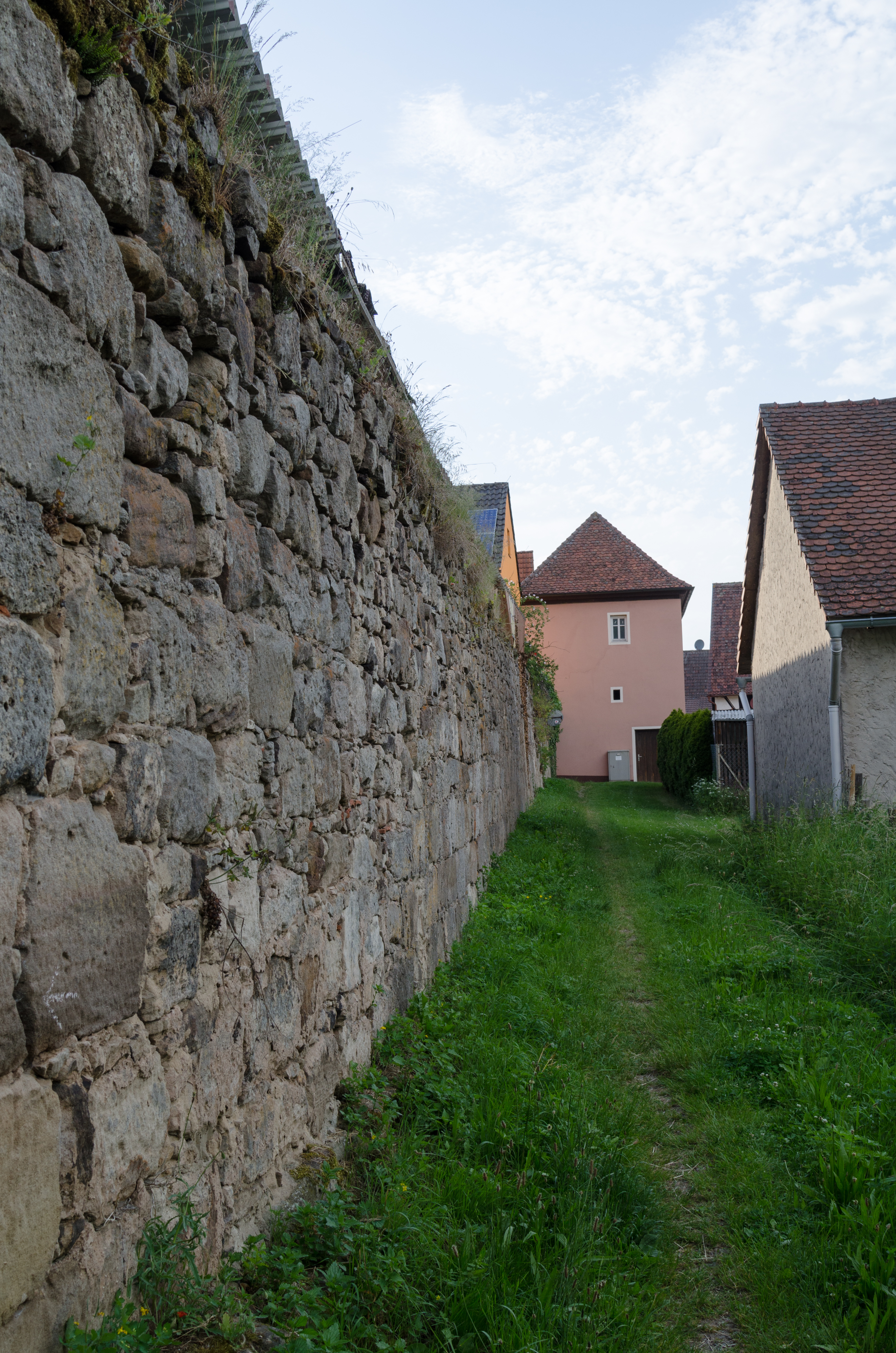

| Lage                      | Objekt  | Beschreibung                                                                                         | Akten-Nr.    | Bild           |
| ------------------------- | ------- | --- | ------------ | -------------- |
| Hauptstraße 29 (Standort) | Torhaus | Zweigeschossiger Walmdachbau, massiv, teils Fachwerk, mit Tordurchfahrt und Fußgängerdurchgang, 1723 | D-5-75-152-8 | weitere Bilder |

## Baudenkmäler nach Gemeindeteilen

### Neuhof an der Zenn
| Lage                                         | Objekt                                         | Beschreibung | Akten-Nr.     | Bild           |
| -------------------------------------------- | ---------------------------------------------- | --- | ------------- | -------------- |
| Ansbacher Straße (Standort)                  | Friedhofsmauer                                 | Bruchsteinmauerwerk mit rundbogigem Portal, wohl 1633 | D-5-75-152-2  | BW             |
| Hauptstraße ()                               | Scheune                                        | zweigeschossiger, zum Teil verbretterter Fachwerkbau mit Steilsatteldach und Bruchsteinausfachungen, 18. Jahrhundert, Verlängerung nach Süden nach 1827                                                        | D-5-75-152-44 |                |
| Hauptstraße 4 (Standort)                     | Wohnhaus                                       | Zweigeschossiger, giebelständiger Satteldachbau, Fachwerkobergeschoss, 1721 | D-5-75-152-3  | weitere Bilder |
| Hauptstraße 6 (Standort)                     | Pfarrhaus                                      | Zweigeschossiges, giebelständiges Satteldachhaus, Fachwerk auf Quadersockel, 1764 (dendrochronologisch datiert)                                                                                                | D-5-75-152-4  | weitere Bilder |
| Hauptstraße 6 (Standort)                     | Pfeilerportal                                  | Aus drei Steinpfeilern mit Pinienzapfenbekrönung, um 1800 | D-5-75-152-4  | weitere Bilder |
| Hauptstraße 9 (Standort)                     | Wohnhaus                                       | Zweigeschossiger Mansarddachbau mit Zwerchhausrisalit, Putzgliederung, bezeichnet „1767“ | D-5-75-152-5  | weitere Bilder |
| Hauptstraße 10 (Standort)                    | Ehemaliges Wohnstallhaus                       | Eingeschossiger, giebelständiger Satteldachbau mit einseitiger Mansarde, Fachwerkobergeschoss, erste Hälfte 19. Jahrhundert                                                                                    | D-5-75-152-6  | weitere Bilder |
| Hauptstraße 10 (Standort)                    | Schweinestall                                  | Eingeschossiger kleiner Frackdachbau mit Fachwerkobergeschoss, 18./19. Jahrhundert | D-5-75-152-6  | weitere Bilder |
| Hauptstraße 11 (Standort)                    | Wohnstallhaus                                  | Zweigeschossiger, giebelständiger Satteldachbau mit Fachwerkobergeschoss, bezeichnet „1866“ | D-5-75-152-7  | weitere Bilder |
| Industriestraße (Standort)                   | Schießhaus                                     | Zweigeschossiges Fachwerkkleinhaus, Walmdach, Anfang 19. Jahrhundert | D-5-75-152-10 | BW             |
| Marktplatz 6 (Standort)                      | Ehemaliges Forsthaus                           | Zweigeschossiges Satteldachhaus mit Fachwerkobergeschoss aus der zweiten Hälfte des 18. Jahrhunderts, Umbau und Anbau eines traufseitigen Nebenflügels 1910                                                    | D-5-75-152-11 | weitere Bilder |
| Marktplatz 6 (Standort)                      | Hoftor                                         | Zweiflüglig mit profiliertem, ziegelgedecktem Gebälk, 19. Jahrhundert | D-5-75-152-11 | BW             |
| Marktplatz 12 (Standort)                     | Evangelisch-lutherische Pfarrkirche St. Thomas | Langhaus verputzt mit Quadersteingliederung und abgewalmten Satteldach, östlich rechteckiger Fassadenturm mit vielfach abgesetzter Haube, Turm gotisch, Langhaus 1771; mit Ausstattung                         | D-5-75-152-13 | weitere Bilder |
| Rosenau (Standort)                           | Gartenpavillon                                 | Pyramidendach über achteckigen Grundriss, Bruchsteinsockel darüber Fachwerk, 18. Jahrhundert | D-5-75-152-9  | weitere Bilder |
| Schloßstraße (Standort)                      | Zehntscheune                                   | Teil des ehemaligen Wirtschaftshofes des Schlosses, Fachwerk über Bruchsteinsockel, Satteldach mit Schlepp- und Fledermausgauben, 1675                                                                         | D-5-75-152-18 | BW             |
| Schloßstraße (Standort)                      | Gartenhäuschen                                 | Zweigeschossiger Fachwerkbau mit Walmdach, Anfang 19. Jahrhundert | D-5-75-152-20 | BW             |
| Schloßstraße 9 (Standort)                    | Satteldachhaus                                 | Mit verputztem Fachwerkobergeschoss, 18. Jahrhundert | D-5-75-152-15 | weitere Bilder |
| Schloßstraße 9 (Standort)                    | Stadel                                         | Zweigeschossiger Satteldachbau mit Fachwerkobergeschoss, bezeichnet „1812“ | D-5-75-152-15 | weitere Bilder |
| Schloßstraße 13 (Standort)                   | Ehemalige Schule                               | Zweigeschossiger Halbwalmdachbau mit Hausteingliederung, 1839 | D-5-75-152-16 | weitere Bilder |
| Schloßstraße 14 (Standort)                   | Schloss                                        | Zweigeschossige Vierflügelanlage mit Satteldächern und vier Eck- sowie drei Mitteltürmen mit Pyramidendach, im Hof Holzgalerie, 1570/73, runder massiver Eckturm wohl Rest des mittelalterlichen Vorgängerbaus | D-5-75-152-17 | weitere Bilder |
| Schloßstraße 14 (Standort)                   | Brücke                                         | einbogiger Steinquaderbau, 16. Jahrhundert, über den Schlossgraben | D-5-75-152-17 | BW             |
| Schloßstraße 14 (Standort)                   | Graben mit Futtermauer                         | mittelalterlich, nördlich am Schloss | D-5-75-152-17 | BW             |
| Schloßstraße 14 (Standort)                   | Tor                                            | Kleines Gartentor, zwei rechteckige Steinpfeiler mit Aufsatz, 19. Jahrhundert | D-5-75-152-17 | BW             |
| Brunnenleiten (beim Kreisverkehr) (Standort) | Steinkreuz                                     | Nachmittelalterlich | D-5-75-152-21 | weitere Bilder |

### Adelsdorf
| Lage                   | Objekt        | Beschreibung | Akten-Nr.     | Bild |
| ---------------------- | ------------- | --- | ------------- | ---- |
| Adelsdorf 1 (Standort) | Wohnstallhaus | Eingeschossiger, massiver Satteldachbau mit Fachwerkzwerchhaus mit steilem Satteldach, Ende 18. Jahrhundert, Zwerchhaus 19. Jahrhundert | D-5-75-152-22 | BW   |

### Dietrichshof
| Lage                      | Objekt   | Beschreibung                                                                                  | Akten-Nr.     | Bild |
| ------------------------- | -------- | --------------------------------------------------------------------------------------------- | ------------- | ---- |
| Dietrichshof 1 (Standort) | Einödhof | Eingeschossiges Wohnstallhaus mit Satteldach, bezeichnet „1689“, in Fachwerk aufgestockt 1923 | D-5-75-152-23 | BW   |
| Dietrichshof 1 (Standort) | Einödhof | Stadel, Fachwerk mit Satteldach, bezeichnet „1823“                                            | D-5-75-152-23 | BW   |

### Eichenmühle
| Lage                     | Objekt | Beschreibung                                                                                                 | Akten-Nr.     | Bild           |
| ------------------------ | ------ | --- | ------------- | -------------- |
| Eichenmühle 2 (Standort) | Mühle  | Zweigeschossiger Satteldachbau, Erdgeschoss massiv mit Eckquaderung, Fachwerkobergeschoss, bezeichnet „1741“ | D-5-75-152-24 | weitere Bilder |

### Hirschneuses
| Lage                                            | Objekt                                            | Beschreibung | Akten-Nr.     | Bild           |
| ----------------------------------------------- | ------------------------------------------------- | --- | ------------- | -------------- |
| In Hirschneuses (Standort)                      | Evangelisch-lutherische Filialkirche St. Johannes | Massiver Satteldachbau 14. Jahrhundert, Dachreiter aus Fachwerk mit Pyramidendach erneuert im 18. Jahrhundert, östlich Sakristeianbau 1823; mit Ausstattung | D-5-75-152-25 | weitere Bilder |
| Hirschneuses 10; In Hirschneuses (Standort)     | Kirchhofmauer                                     | Mittelalterlich, später erneuert | D-5-75-152-25 | BW             |
| An der Straße nach Neuhof a. d. Zenn (Standort) | Steinkreuz                                        | Nachmittelalterlich; nicht nachqualifiziert, im Bayerischen Denkmal-Atlas nicht kartiert                                                                    | D-5-75-152-26 | BW             |

### Oberfeldbrecht
| Lage                         | Objekt                                                   | Beschreibung | Akten-Nr.     | Bild           |
| ---------------------------- | -------------------------------------------------------- | --- | ------------- | -------------- |
| Oberfeldbrecht 19 (Standort) | Evangelisch-lutherische Filialkirche St. Maria und Georg | Mittelalterliche Chorturmkirche, Langhaus mit steilem Satteldach, rechteckiger Chorturm mit Pyramidendach, Gesimsgliederung und nördlich eingeschossigem Sakristeianbau mit Pultdach, Sandsteinquadermauerwerk, Langhaus im Kern romanisch, Turm 14. Jh., Sakristei gotisch; mit Ausstattung | D-5-75-152-27 | weitere Bilder |
| Oberfeldbrecht 19 (Standort) | Kirchhofeinfriedung                                      | Sandsteinquadermauer mit Abdeckplatten und rechteckigen Torpfosten mit Aufsätzen, 18./frühes 19. Jahrhundert | D-5-75-152-27 | weitere Bilder |

### Rothenhof
Gutshof. Aktennummer: D-5-75-152-28.
- Haupthaus(Lage), zweigeschossiger Halbwalmdachbau mit Fachwerkobergeschoss und -giebel und zweigeschossigem Satteldachanbau, 1719, erweitert 1824
- Wohnhaus (Lage), eingeschossiger Mansardhalbwalmdachbau, verputztes Fachwerk, Anfang 19. Jahrhundert
- Ehemalige Pferdestallung (Lage), eingeschossiger Satteldachbau mit östlichem Anbau mit Fachwerkgiebel und Rundbogentor, 18. Jahrhundert, Anbau später
- Scheune (Lage), eingeschossiger Satteldachbau mit östlichen Fachwerkgiebel, bezeichnet „1727“
- Scheune (Lage), eingeschossiger Satteldachbau, teils mit Fachwerk, zweiteilig durch Geländeabfall, 19. Jahrhundert

### Straußmühle
| Lage                     | Objekt | Beschreibung                          | Akten-Nr.     | Bild |
| ------------------------ | ------ | ------------------------------------- | ------------- | ---- |
| Straußmühle 1 (Standort) | Mühle  | Satteldachhaus, bezeichnet mit „1790“ | D-5-75-152-29 | BW   |

## Ehemalige Baudenkmäler
In diesem Abschnitt sind Objekte aufgeführt, die früher einmal in der Denkmalliste eingetragen waren, jetzt aber nicht mehr. Objekte, die in anderem Zusammenhang also z. B. als Teil eines Baudenkmals weiter eingetragen sind, sollen hier nicht aufgeführt werden. Aktennummern in diesem Abschnitt sind ehemalige, jetzt nicht mehr gültige Aktennummern.

| Lage                           | Objekt          | Beschreibung                              | Akten-Nr.     | Bild |
| ------------------------------ | --------------- | ----------------------------------------- | ------------- | ---- |
| Neuhof Marktplatz 8 (Standort) | Mansarddachhaus | Verputztes Fachwerk, Ende 18. Jahrhundert | D-5-75-152-12 | BW   |